# نسوية ليبرالية

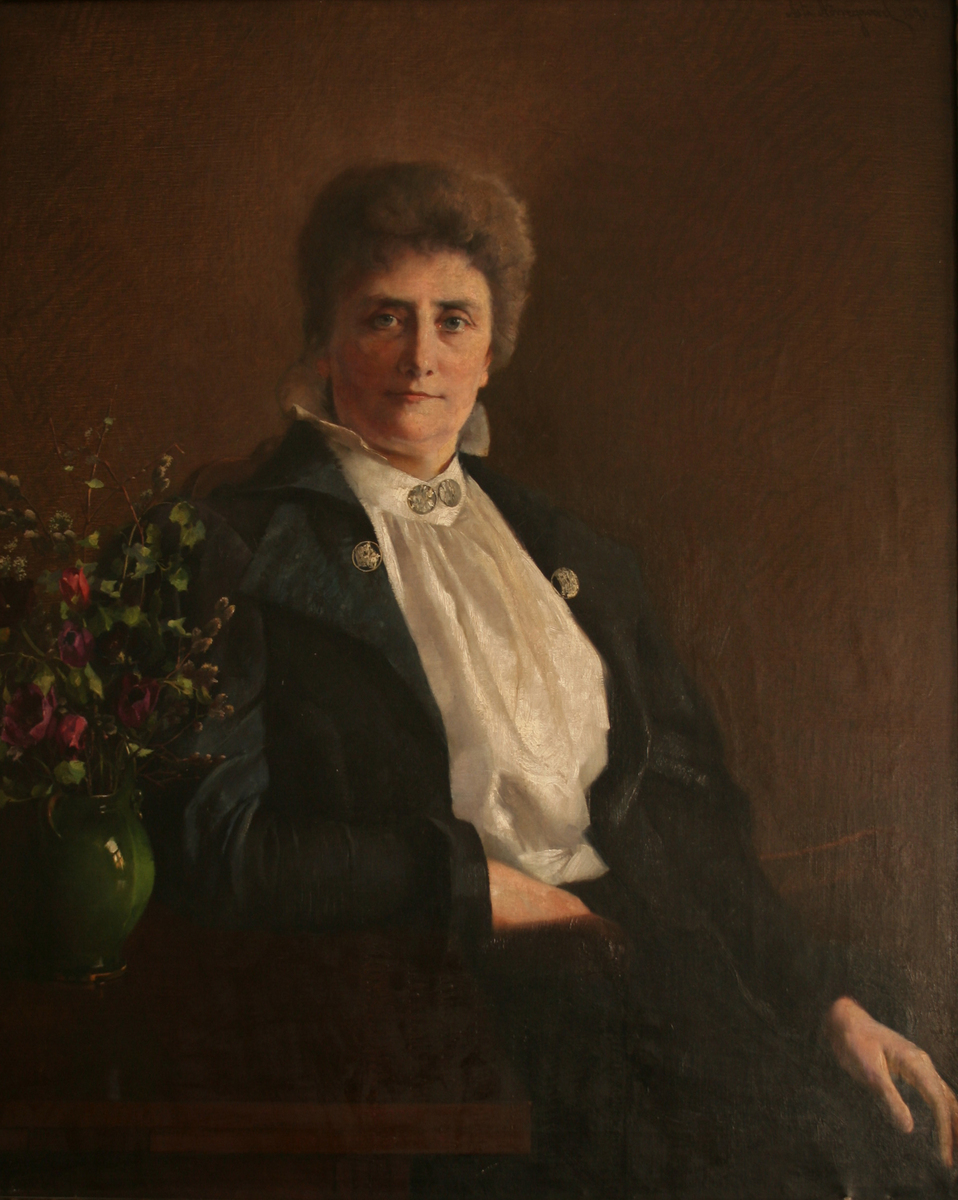

تُعتبر النسوية الليبرالية (بالإنجليزية:  Liberal feminism)‏ نمطاً فردانياً من النظرية النسوية، وتركز على قدرة النساء على صون مساواتهن من خلال أفعالهن وخياراتهن الخاصة، وتؤكد على جعل الحقوق القانونية والسياسية للنساء متساوية مع الرجال، ويناقش النسويون الليبراليون والنسويات الليبراليات اعتقاد المجتمع الخاطئ بأن النساء يمتلكن بالطبيعة إمكانات فكرية وجسدية أقل من الرجال، وبالتالي ميل هذا المجتمع للتمييز ضدهن في المجالات الأكاديمية والنقاشية وسوق العمل، كما يعتقد مؤيدو ومؤيدات النسوية الليبرالية أن تبعية الأنثى متجذرة في مجموعة من القيود القانونية والعرفية التي تعيق دخول المرأة لما يسمى العالم العام والنجاح فيه، ويسعون للمساواة بين الجنسين من خلال الإصلاح القانوني والسياسي، علماً أن النسوية الليبرالية تتعارض مع النسوية الراديكالية.

## فلسفة
لا تمتلك النسوية الليبرالية مجموعة فلسفات محددة بوضوح، ما يجعل اعتقاداتها مجرّدة، فتقدّر المقاربات الفردانية للعدالة والبنى الاجتماعية عوضاً عن إلقاء اللوم في عدم المساواة على الآخرين، فكما تصرّح سوزان وينديل: «تُعد الاتزامات السياسية الأكثر وضوحاً للنسوية الليبرالية، بما يتضمن تساوي الفرص، ضرورية لتحرر النساء، وليست متضاربة بالضرورة مع أهداف النسوية الاجتماعية والراديكالية.»
وقد أكسب الأساس الليبرالي هذا النمط من النسوية منصة مألوفة كثيراً لدرجة أنها أصبحت الأقرب من بين التيارات الأخرى لإقناع الرأي العام والحكومة بأن فلسفاتها النسوية يُمكن وينبغي أن تُدرج في القانون الحالي، فكما يصرّح ريان مسغريف: «دافع مؤيدو ومؤيدات النسوية الليبرالية عن الإدراج الشرعي للنساء ضمن الفئة الليبرالية للأفراد المستقلين كوحدة اجتماعية أساسية، وبشكل مماثل، منح النساء الحقوق الفردية المتعلقة بهذه الفئة.» 
ويتمثل انتقاد بيل هوك الأساسي لفلسفات النسوية الليبرالية في تركيزها بشكل مفرط على المساواة مع الرجل ضمن الطبقة الخاصة ذاتها، وتَذكر أن التحدي الأكبر يكمن في الأساس الثقافي للاضطهاد الجماعي، والذي يميل مؤيدو ومؤيدات النسوية الليبرالية لتجاهله.

## تاريخ
تَركّز هدف داعمي النسوية الليبرالية في أواخر القرن التاسع عشر وبدايات القرن العشرين في تحصيل حق اقتراع النساء تحت فكرة أنه سيمهد لنيلهن الحرية الفردية، وقد اهتموا بتحقيق ذلك من خلال المساواة، ووضع الحدّ لقسوة الرجال على النساء، والحصول على حرية الوصول إلى الفرص لاكتمال كياناتهن، كما اعتقدوا أنه ينبغي ألا تحدّ أية حكومة أو أي عرف من ممارسة الحرية الشخصية.
فكان على أوائل داعمي النسوية الليبرالية مجابهة الادعاء بأن الرجال البيض هم وحدهم من يحق لهم التمتع بالمواطنة الكاملة، فدافعت نسويات مثل ماري وولستونكرافت، وجوديث موراي وفرانسيس رايت عن الإدماج الكامل للنساء في السياسة، وبعد حوالي 50 سنة من النشاط المكثّف، مُنحت النساء أخيراً عام 1920 الحق في الاقتراع وامتلاك مكتب عام في الولايات المتحدة الأمريكية.
خمدت النسوية الليبرالية لأربعة عقود بعد تحصيل حق الاقتراع، وفي ستينيات القرن العشرين أثناء حركة الحقوق المدنية، وازى داعمو وداعمات النسوية الليبرالية بين التمييز العرقي الممنهج والتمييز الجنسي.
ونشأ كل من التجمع السياسي الوطني للنساء، والمنظمة الوطنية للنساء، ورابطة عمل إنصاف النساء في ذلك الوقت لمزيد من الدعم لحقوق النساء، وقد عملت هذه المجموعات على تصديق تعديل الحقوق المتساوية، أملةً بضمانه تساوي معاملة الرجال والنساء بموجب القوانين الديموقراطية التي تؤثر أيضاً على مجالات هامة في حياة المرأة، بما فيها قضايا الإنجاب، والعمل والأجر المتساوي.
وتتضمن القضايا الأخرى المهمة أيضاً بالنسبة لداعمي النسوية الليبرالية، دون الحصر، حقوق الإنجاب وإتاحة الإجهاض، والتحرش الجنسي، والتصويت، والتعليم، والتعويض العادل عن العمل، والرعاية الميسورة للطفل، وتسليط الضوء على تواتر العنف الجنسي والمنزلي بحق النساء.

## مؤلفون ومؤلفات
يتضمن الكتّاب النسويون المشهورون والمرتبطون بهذه النظرية ماري ووليتونكرافت، وجون ستوارت ميل، وهيلين تيلور، ونسويتي الموجة النسوية الثانية بيتي فريدان، وغلوريا ستينيم، ونسويّة الموجة الثالثة ريبيكا ووكر.

### ماري وولستونكرافت
كانت ماري وولستونكرافت (1759-1797) شديدة التأثير في كتاباتها، مثل دفاعاً عن حقوق المرأة (1792)، فعلّقت على نظرة المجتمع للمرأة وشجّعت النساء على إعلاء أصواتهن لاتخاذ قراراتهن الخاصة بشكل منفصل عن تلك التي اتُّخذت لهن.
فأنكرت أن النساء بطبيعتهن يبحثن عن المتعة ويعطينها أكثر من الرجال، مجادلة منطقياً بأنه الرجال إذا حُبسوا بالقيود نفسها التي تحجز النساء، فإنهم سوف يطوّرون الشخصيات المعيبة نفسها، فما أرادته وولستونكرافت للنساء هو تشخصنهن.
كما جادلت بأن الاضطهاد الذكوري ضرب من ضروب العبودية ولا يمكن تجاهله بعد الآن، فكانت ووليتونكرافت إلى جانب جوديث موراي وفرانسيس رايت إحدى أوائل مؤيدي الإدماج الكامل للنساء في السياسة.

### إليزابيث كادي ستانتون
كانت إلزابيث كادي ستنانتون (12 نوفمبر/تشرين الثاني 1815 – 26 أوكتوبر/تشرين الأول 1902) إحدى أكثر النساء المؤثرات في الموجة الأولى من الحركة النسوية، فساهمت هذه الناشطة الاجتماعية الأمريكية بدور فعّال في تنظيم مؤتمر سينيكا فولز، وهو المؤتمر الأول لحقوق النساء، وعُقد في سينيكا فولز في نيويورك.
وبالإضافة إلى أهمية حركة حق الاقتراع بالنسبة لها، انخرطت ستانتون أيضاً فيما يخص المرأة من حقوق الوالدين والحضانة، وقوانين الطلاق، وتنظيم النسل، وحقوق التوظيف والدخل، وغيرها.
وكانت سوزان آنثوني شريكتها في هذه الحركة وبقدر تأثيرها، وحاربتا سويةً لإدراج تغييرات لغوية في التعديلين الرابع عشر والخامس عشر حتى يتضمنا مصطلح «الأنثى»، كما أنشأت ستنانتون عام 1890 الجمعية الوطنية الأمريكية لحق اقتراع المرأة، وتولّت رئاستها حتى عام 1892.
ورغم أنها لم تؤلف أي نص نسوي، أنتجت العديد من الخطابات، والقرارات، والرسائل، والدعوات والعرائض التي غذّت الموجة النسوية الأولى وحافظت على ارتفاع المعنويات، كما ساعدت، من خلال جمع عدد كبير من التوقيعات، على إقرار قانون ملكية النساء المتزوجات لعام 1848، والذي اعتبر النساء مستقلات قانونياً عن أزواجهن، وأعطاهن ملكية خاص بهن، وشكل هؤلاء النساء معاً ما عُرف بالجمعية الوطنية لحق اقتراع المرأة (NWSA)، التي ركزت على توظيف المحاكم لنيل حق الاقتراع.

### جون ستوارت ميل
اعتقد جون ستوارت مل (20 مايو/أيار 1806 – 8 مايو/أيار 1873) أنه ينبغي أن يمتلك كلا الجنسين حقوقاً متساوية بموجب القانون، وأنه لن يتمكن أحد من تقييم الاختلافات الطبيعية بين النساء والرجال كما كانت مشوّهة، حتى تتوفر شروط المساواة، إذ لا يمكن اكتشاف طبيعة الجنسين إلا بالسماح لكليهما بتطوير قدراتهما واستخدامها بحريّة.
```
وتحدث ميل باستمرار عن هذا الخلل في التوازن، وتساءل عمّا إذا كانت النساء قادرات على الشعور بالغيرية الحقيقية ذاتها التي يشعر بها الرجال فيما يتعلق بالعائلات، وتتمثل الغيرية التي أيدها ميل في الشعور الذي يدفع الناس إلى النظر في مصلحة المجتمع إلى جانب مصلحة الفرد الشخصية أو وحدة الأسرة الصغيرة.
```

وبشكل مماثل لماري ووليتونكرافت، شبّه ميل عدم المساواة الجنسية بالعبودية، مناقشاً أن أزواج المظلمومات يكونون ببطش الأسياد غالباً، وأن الكائن البشري يتحكم بجميع جوانب حياة الشخص الآخر، ففي كتابه استعباد النساء، يناقش ميل أن الأجزاء الرئيسية الثلاثة من حياة المرأة تعيقها في الحقيقة، وهي المجتمع وبناء النوع الاجتماعي، والتعليم، والزواج، كما يجادل بأن عدم المساواة الجنسية تثبط تقدّم البشرية بشكل كبير.

## المنظمات

### المنظمة الوطنية للنساء
تُعتبر المنظمة الوطنية للنساء (NOW) أكبر منظمة نسوية ليبرالية في الولايات المتحدة الأمريكية، ورغم تمحور قضيتها وتركيزها الرئيسيين حالياً على تعديل العدالة الدستورية، فإنها تتعامل أيضاً مع قضايا الإنجاب وإتاحة الإجهاض، بالإضافة إلى وضع حد للعنف ضد النساء، ومجابهة العنصرية، والعدالة الاقتصادية وحقوق مثليات ومثليي، وثنائيي ومتحولي الجنس (LGBT).
ومن المنظمات النسوية الليبرالية الأخرى، التجمع الوطني السياسي للنساء (NWPC)، ورابطة عمل إنصاف النساء (WEAL)، ومؤسسة الأغلبية النسوية، ومجلة مس.

### التشريع
يعتقد الكثير من داعمي وداعمات النسوية الليبرالية في الولايات المتحدة الأمريكية أن دستورالبلاد يجب أن يكفل المساواة في الأجر، وفرص العمل، والبنية السياسية، والأمن الاجتماعي، والتعليم بين النساء الرجال.

### تعديل الحقوق المتساوية
بعد ثلاث سنوات من فوز النساء بحقّهن في الاقتراع، قدّم السيناتور كورتيس والنائب آنثوني –كلاهما من الحزب الجمهوري– تعديل الحقوق المتساوية (ERA) في الكونغرس، ونصّ التعديل على عدم إمكانية الحرمان من الحقوق المدنية بناءً على جنس الفرد، وكانت قد ألفته أليس بول رئيسة الحزب الوطني للنساء، والتي قادت حملة حق الاقتراع.
وفي عام 1972، وافق كامل مجلس الشيوخ على هذا التعديل دون تغييرات عليه، ونجح السناتور سام إرفين والنائب إيمانيويل سيلير في وضع حد زمني اعتباطي مقداره سبع سنوات للتصديق، فأُرسل لولايات فردية لتُصدّق عليه المجالس التشريعية فيها.
وفي عام 2008، تم إيقاف تعديل الحقوق المتساوية لفارق ثلاث ولايات لم تُصدّق عليه، فتضمنت المجالس التشريعية للولايات التي كانت الأكثر عدائية لهذا التعديل يوتا، وفلوريدا، وإيلينوي، وشمال كارولينا وأوكلاهوما، ويُعتقد أن السبب وراء عدم إقرار هذا التعديل يكمن في عدم التوازن العرقي والجنسي في تلك المجالس التشريعية.

### تعديل العدالة الدستورية
أُخرج تعديل العدالة الدستورية (CEA) عام 1995 من قبل المنظمات الأمريكية للنساء، وقد تضمن جميع المخاوف التي نشأت عن دراسة استمرت لسنتين أجرتها المنظمة الوطنية للنساء ومجموعات أخرى على تعديل الحقوق المتساوية، وقامت بمراجعة تاريخ التعديل منذ عام 1923 وحتى الحاضر، وتتضمن العناصر التي شملها (CEA) وغابت عن (ERA):
- ينص التعديل على امتلاك النساء والرجال حقوقاً متساوية في جميع أنحاء الولايات المتحدة الأمريكية، ويخضع كل مكان وكيان لسلطته القضائية.
- يضمن الحقوق دون تمييز على أساس الجنس، أو العرق، أو التوجه الجنسي، أو الحالة الزوجية، أو الإثنية، أو الأصل الوطني، أو اللون أو العوز.
- يمنع التمييز الحملي ويكفل الحق المطلق للمرأة باتخاذ قراراتها الإنجابية الخاصة بما فيها إنهاء الحمل.

## نسوية العدالة
تُعتبر نسوية العدالة –أو النسوية الإنصافية– (بالإنكليزية: Equity feminism) أحد أشكال النسوية الليبرالية المُناقَشة منذ ثمانينيات القرن العشرين، [19][20] وتُصنّف على وجه التحديد كمنط من النسوية الليبرالية الكلاسيكية، أو الليبرتارية.
ويعرّف ستيفن بينكر نفسه، وهو اختصاصي في علم النفس التطوري، كمؤيد للنسوية الإنصافية، والتي يعرّفها على أنها عقيدة أخلاقية عن المعاملة المتساوية لا تقوم بأي التزامات فيما يتعلق بالقضايا التجريبية المفتوحة في علم النفس أو البيولوجيا، ويؤكد باري كوله على أن نسوية العدالة متوافقة مع علم النفس التطوري، على عكس نسوية النوع الاجتماعي.

## انتقادات
يجادل جميع ناقدي النسوية الليبرالية أن ادعاءاتها الفردانية تصعّب رؤية الطرق التي تسيء بها البنى والقيم الاجتماعية المستطبنة للنساء، وأن النساء حتى لو لم يكّن معتمدات على رجال فرديين، فهنّ ما زلن معتمدات على دولة ذكورية، ويعتقد هؤلاء النقّاد أن التغيرات المؤسساتية، كتقديم حق اقتراع النساء، غير كافية لتحريرهن.
وتتمثل إحدى أكثر الانتقادات الشائعة للنسوية الليبرالية بأنها، كدراسة، توجيه تركيزها بشكل مفرط على (تحويل) النساء لرجال، وهي بذلك تتجاهل أهمية الدور التقليدي للنساء، كما أن النسوية الليبرالية تركز على الفرد، ويدور الجدال أحياناً بأنها بذلك تتغاضى عن ضرورة المجتمع.
بينما يؤكد نقاد آخرون، مثل مؤيدو ومؤيدات النسوية السوداء ونسوية ما بعد الاستعمار، على أن النسوية الليبرالية السائدة تعكس قيم نساء العرق الأبيض غيريات الجنس والمنتميات للطبقة المتوسطة فقط، وقد تجاهلت بشكل كبير النساء المنتميات لأعراق، أو ثقافات أو طبقات مختلفة،[26] وقد فشلت هذه النسوية في تضمّن العنصرية والتمييز نظراً للطريقة التي نشأت بها تاريخياً.